# Serieåret 2014

## Händelser
- Kevin Eastman och Peter Larids Teenage Mutant Ninja Turtles firar 30-årsjubileum.[1]

## Utgivning
- Du som välte pinnen av Pontus Lundkvist